# Peškův dub
Peškův dub je památný strom u vesnice Těně východně od Rokycan. Přibližně třistaletý dub letní (Quercus robur) roste na rozcestí silnice na Zaječov a cesty k lesu, v nadmořské výšce 522 m. Podle pověsti jsou pod ním zakopáni padlí švédští vojáci z třicetileté války. Okolo dubu je nízký dřevěný plůtek, v současnosti vyvrácený. Spodní větve jsou ořezané, jejich jednotlivé dutiny zastřešené. Obvod kmene dubu měří 467 cm a koruna stromu dosahuje do výšky 16 m (měření 1975). Dub je chráněn od roku 1985 pro svůj vzrůst.
V bezprostřední blízkosti dubu vedla zaniklá železniční trať z Mirošova do Zbirohu.

## Galerie

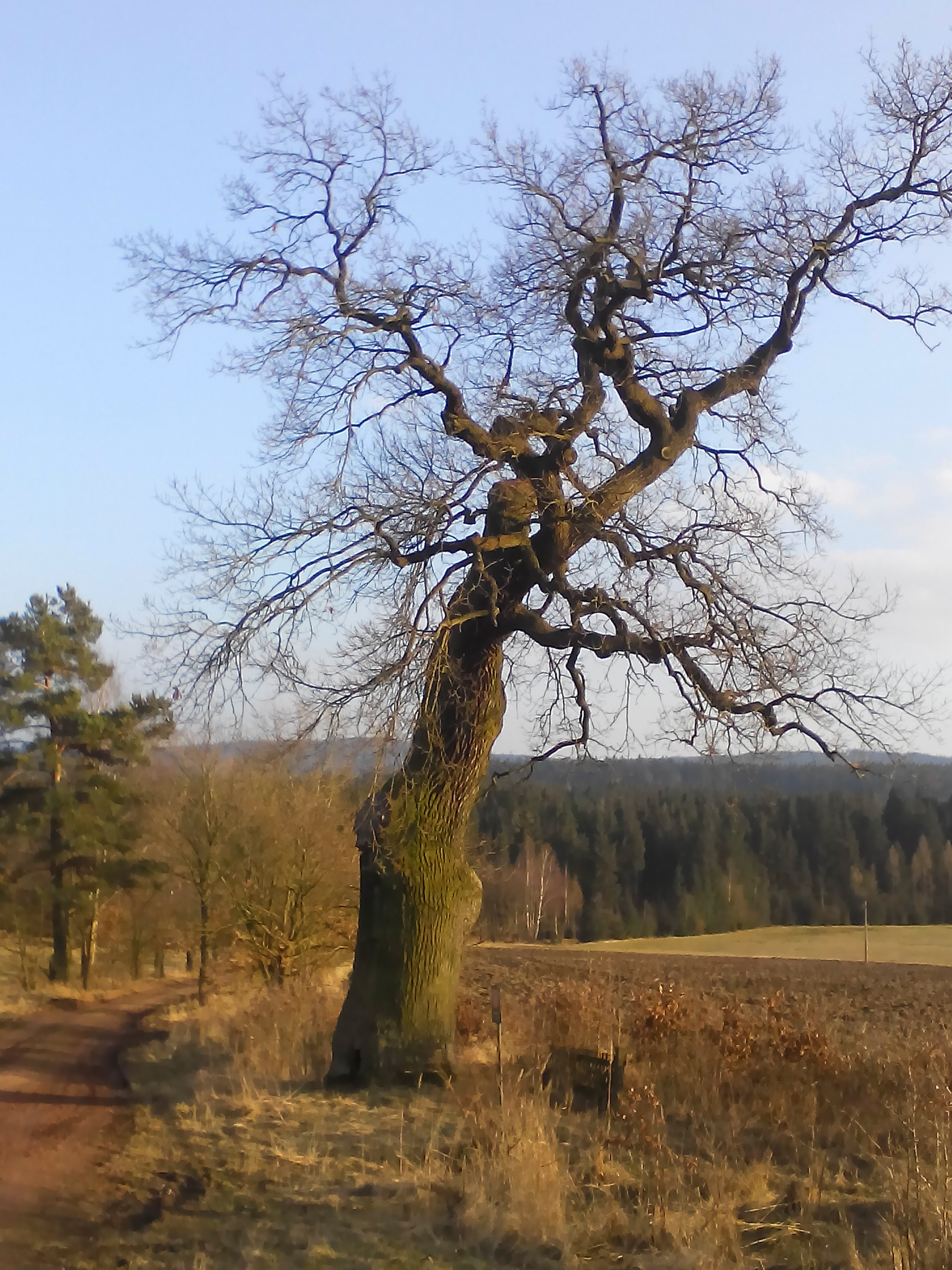
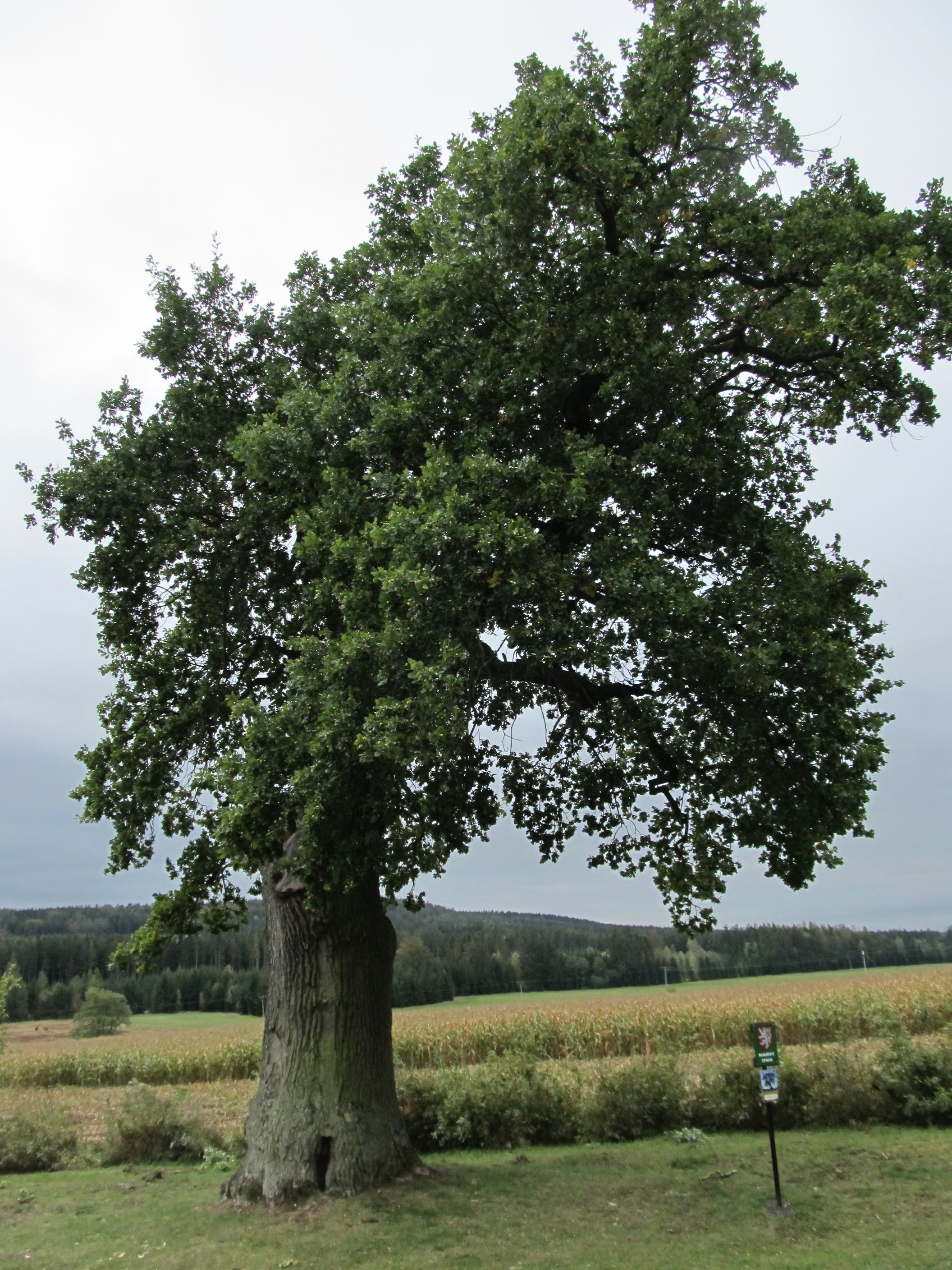
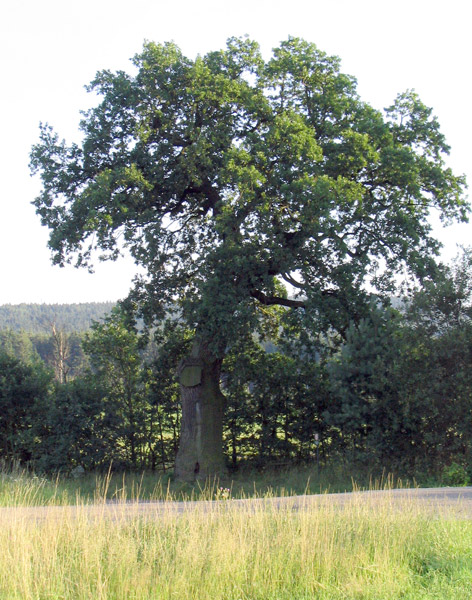

## Stromy v okolí
- Farská lípa